# 原型理論
原型理論（prototype theory）在認知科學中，是一種分級歸類的模式。在這種模式中，在同一個範疇中，某些項目會比其他項目更為核心。例如，當我們想到家具這個概念的時候，椅子會比起板凳更常常被提起。
原型理論是在 1970 年代，由Eleanor Rosch 與其他學者們所建立的，原型理論是一種徹底揚棄傳統亞里士多德邏輯中的必要和充分條件的理論。
它主張外延或內涵語義的集合論取向。 因此，它反對範疇的定義基礎模型 - 如：將「鳥」定義為由「有羽毛」、「有喙」與「能夠飛」三種特徵構成的生物；原型理論則將範疇當作為由一些不相等狀態元素所構成的 - 如，知更鳥比起企鵝更有鳥的原型性。這衍生出範疇內層級的概念，這在許多認知科學與認知語義學的模型中，都是主要的核心概念； 如，George Lakoff的(《女人、火與危險事物》, 1987)，或 Ronald Langacker的(《認知文法基礎》,卷 1/2 1987/1991)。
原型一詞最初用法是在Eleanor Rosch的 "自然範疇" (1973)中，被定義為一個刺激物，這個刺激物在形成一個範疇的過程中，扮演一個特別重要的地位，因為它是與其他範疇相關的第一個刺激物。在後續的研究中，她進一步重新定義「原型」為在範疇當中，最為中心的項目。

## 語義範疇的認知表徵
在 Eleanor Rosch 1975 的論文，（語義範疇的認知表徵）(實驗心理學期刊 J Experimental Psychology v. 104:192-233)中, 她請了 200 位美國大學生，問他們下列哪些項目是家具這個範疇的好例子？從1到7分評估。結果顯示如下：
1 椅
1 沙發(sofa)
3 躺椅(couch)
3 桌(table)
5 安樂椅(easy chair)
6 梳妝台(dresser)
6 搖椅(rocking chair)
8 咖啡桌(coffee table)
9 搖椅(rocker)
10 情人座(love seat)
11 衣櫃(chest of drawers)
12 書桌(desk)
13 床(bed)
...
22 書櫃(bookcase)
27 擺設櫃(cabinet)
29 長凳(bench)
31 燈(lamp)
32 矮凳(stool)
35 鋼琴(piano)
41 鏡子(mirror)
42 電視機
44 架子(shelf)
45 毯(rug)
46 枕(pillow)
47 廢紙簍(wastebasket)
49 縫紉機(sewing machine)
50 火爐(stove)
54 冰箱(refrigerator)
60 電話(telephone)

雖然人們可以從文化細節上區別這份清單，但重點在於這樣的範疇內分級現象，是在所有文化中都存在的。進一步的證據顯示，在實驗中範疇內的某些項目比起其他項目更特別，這些證據包括了：
1. 反應時間: 更具原型性的項目的作答反應時間較短 (如，知更鳥)。
2. 提示: 以高層次範疇(上層)提示以後，在受測者比較兩個字詞的相同性時，確定的速度比較快。因此，在短暫地提到家具之後，對椅子-椅子相等性的評測速度快於火爐-火爐.
3. 示例: 要求受測者說出一些範疇的示例時，越具備原型性的項目越常被提到。
在 Rosch 的研究之後，後續的原型效應在其他領域廣泛的被研究，如色彩認知(Brent Berlin 與 Paul Kay, 1969)，或其他抽象概念。受測者會被詢問「這句話作為謊言的一個例子的程度有多少？」[Coleman/Kay:1981]。同樣地也有以行動範疇為主題的研究(如：看、殺、講、走 [Pulman:83]), 高[Dirven/Taylor:88]，等等。
原型效應背離傳統亞里斯多德範疇論的另一個面向，是並不認為存在一個自然範疇(鳥、狗)與人工範疇(玩具、車輛)。

## 基本層次範疇
另一個與原型效應相關的概念，是認知歸類中的基本層次。
因此，當人們被問到「你坐在什麼上面？」時，大多數的受測者都會說「椅子」而不會說一個次級層次範疇如用餐椅，或是一個上層範疇，如傢俱。而在上級層次，概念的相似性難以被指出。一張椅子很容易畫，但畫出「傢俱」會難的多。
Rosch (1978) 將基本層次定義為擁有最高程度有效線索的層次。因此，一範疇如[動物]也許有其原型項目，但是不會有認知上的視覺表徵。另一方面，[動物]下的基本範疇, 即[狗]、[鳥]、[魚]，都充滿了資訊內容而且在完形和語義特徵上容易被歸類。顯然，基於「屬性-值」偶對的語義模型，無法指出範疇層級中的優先權層次。在功能上認為，基本層次範疇是將世界分解為最大限度數量的資訊性範疇。因此，基本層次範疇是
- 最大化在範疇內共享屬性的項目數，
- 最小化在範疇外共享屬性的項目數。

然而，基本層次概念仍有無法解決的難題。 例如，作為一個基本範疇的「狗」是一個生物學上的物種，但是「鳥」或「魚」卻是一個更高階層的「屬」。同樣地，頻率這個概念與基本層次是非常密切的，但是卻很難明確地指出。
更多的難題，出現在應用原型效應到名詞以外的詞彙上。例如，動詞，似乎無視於一個明顯的原型：[跑]很難找到中心項目。

## 概念間的距離
原型的概念與維特根斯坦的理論相關，而不利於傳統範疇概念。這導致，在文本意義上，將語義元件視為可能的而非必要的要素。他對Game範疇的討論特別精闢(哲學探究 66, 1953):

例如「Game」的進行過程。我指的是桌上遊戲、卡片遊戲、球類運動、奧林匹克運動、等等。這些之間的共通點是什麼？
 不要說，「他們彼此間一定有一些共同的東西，要不然他們就不會都被稱作Game」-- 檢視這些成員，看看是否有任何共
 通點。你會發現沒有什麼一致性的共通點，但彼此間都有一些相似性、關係。重申一次：不要想，用看的！看這些桌上遊
 戲中各自的關係。現在轉到卡片遊戲；你能找到許多與第一組相應的特徵，但是也有許多特徵不復存在。當我們轉到另一
 個球類運動，有許多共同點被保留下來，但更多是不一樣的。難道只是因為他們都是「有趣的」？比較西洋棋與井字遊戲。
 或是兩種遊戲都是有輸有贏，或是都是玩家間的競爭？有耐心的想想。球類比賽都有贏家與輸家；但一個小孩對著牆丟球
 接球，這種特徵就不存在了。看看技巧域運氣的成份；西洋棋技巧與網球技巧間的差別。再想想 ring-a-ring-a-roses 
 這類的遊戲；有一種要素是娛樂，但是有多少特徵都消失了呢！我們可以用同樣的方式研究許多其他的Game的種類；而我
 們將會了解相似性如何的出現又消失。這個檢測的結果是：我們看到了一個複雜網絡的重疊和相似性縱橫交錯：有時整體
 有相似性，有時只有細節有相似性。

顯然，這個家族相似性的概念，講的是概念間的距離，與概念等級的觀念相關，但也有其問題。
最近，Peter Gärdenfors (概念空間 Conceptual Spaces, MIT Press 2000) 以多維特徵空間建立了一個原型效應的可能解釋，其中範疇是以概念距離來定義的。
範疇中心的成員是被外圍成員圍繞在中間的。他假定，在概念空間中凸顯的最為自然的範疇，當 x 與 y 是一範疇的元素，且 z 在 x 與 y 之間，那麼 z 更屬於這個範疇。
然而，在上述Game的概念中，有一個或數個原型？近來從色彩研究獲得的語言學資料，似乎表明了範疇能夠擁有一個以上的核心元素 - 如， Tsonga人 的色彩詞彙 rihlaza 指的是一種藍綠色，但是似乎有兩個原型，一個核心藍，與一個核心綠。因此，一個範疇可能會有多個不連續的原型，他們可能構成數個而非一個凸顯集合。

## 合併範疇
在我們周圍，我們發現有一些像是高的人或小的象這些合併了一個或多個範疇的實例。 這對外延語義來說，會是一個問題。因為當中字的語義，如紅會被定義為一組擁有此屬性的物件集合。顯然，當我們說「一隻小老鼠與一隻小象」時，當中的小這個字的語義不會是一樣的。
這類型的合併對於原型理論構成了一個次要的問題。在涉及形容詞的狀況下(如，高)，問題是[高]的原型應該是六呎高的長人，或是四百呎的摩天大樓[Dirven and Taylor 1988]？ 解決方法是根據物件被修改的狀況，將原型的概念情境化。更徹底的外延，如紅酒或紅髮實在都不能在原型上說是紅色的，但是能說是從原型上的酒或頭髮，在顏色上往紅色偏移的結果。
其他的問題 - 如，決定哪些成份範疇提供了哪些特徵？例如「寵物鳥(pet bird)」[Hampton 97], 寵物(pet)提供了定居的成份(在籠中而非野外), 而鳥提供了表面類型(羽毛而不是毛)。